# زاب کوچک

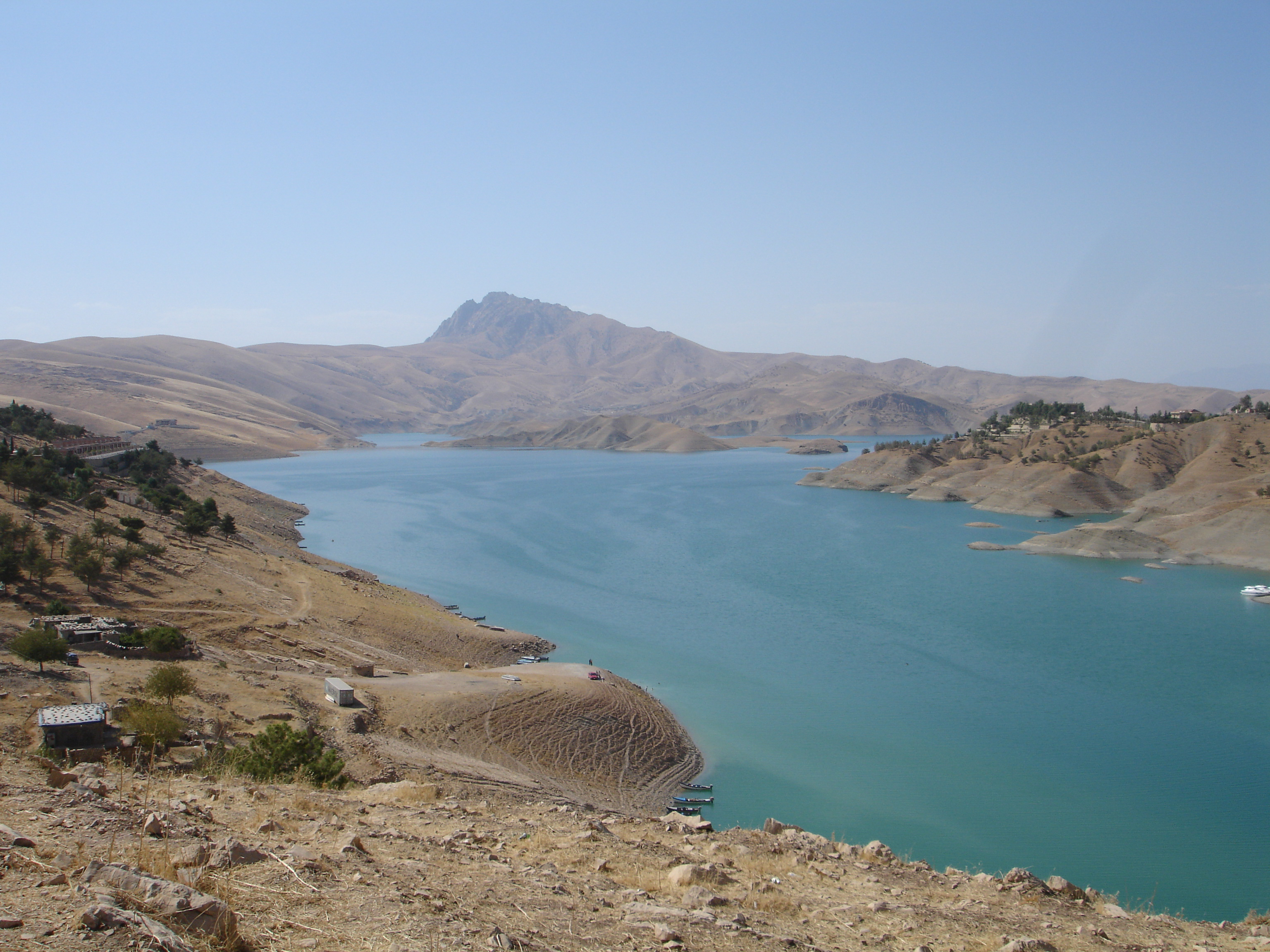
چشم‌انداز دریاچه دوکان که از زاب کوچک تغذیه می‌شود

رودخانه زاب کوچک (عربی: زاب الصّغیر) رودخانه‌ای است که از ایران سرچشمه گرفته و در عراق به دجله می‌ریزد.

## تاریخچه
زابات (به یونانی: Ζάβατος) نام قدیم رودی در غرب فلات ایران است که در عراق کنونی به دجله می‌ریزد. امروزه این رود را زهاب می‌خوانند.
ویلیام اسمیت در فرهنگ جغرافیای یونان و روم می‌نویسد: «زابات رودی در آشور {بود} که نخستین‌بار گزنفون به آن اشاره کرد» میرزا حسن خان پیرنیا مؤلف تاریخ ایران باستان از عبور لشکر یونان از کنار شهری به‌نام سنا (یونانی: Καιναὶ؛ لاتین: Caenae) نام می‌برد که در آنسوی دجله قرار دارد و می‌نویسد: «بعد یونانی‌ها به رود زابات (زهاب کنونی) رسیدند. عرض آن ۴ پلطر (تقریباً ۱۲۷ متر) بود». به‌گفتهٔ ویلیام اسمیت زابات در جنوب سنا قرار داشت.
مطابق با تاریخ ایران کمبریج، زابات یا زاب از غرب به دجله می‌ریخت. دانشنامه اسلام این رود را از جمله تاریخی‌ترین رودهای منطقهٔ خاورمیانه می‌داند. در دهه‌های اخیر این رود یکی از مهم‌ترین شاخه‌های دجله بوده‌است.
همچنین در معنی"زهاب" (رود زابات) آمده است: چشمه ای که هرگز نایستد و پیوسته روان باشد. (فرهنگ فارسی معین).

## معرفی
این رودخانه نزدیک به ۴۰۰ کیلومتر طول داشته و حوضهٔ آبریزی برابر با ۲۲۰۰۰ کیلومتر را در برمی‌گیرد.
دو سد در سر راه این رود ساخته شده است. این رود از دامنه‌های زاگرس سرچشمه گرفته و از غرب ایران خارج می‌شود. رودخانه زاب کوچک در بالا دست در دره‌های کوه زاگرس جریان دارد.
رود کلوه- Kalwe (زاب) از ضلع غربی کوهستانهای مابین مهاباد و پیرانشهر مشهور به گردنه میدان با ۲۱۴۰ متر ارتفاع از سطح دریا و نیز ضلع شرقی کوهستانهای قندیل سرچشمه می‌گیرد درابتدا از شرق به غرب جاری می‌شود و دارای دو شاخه مهم فرعی چون رودخانه لاوین و سیلوه و بادین آباد در پیرانشهر و رودخانه های فرعی پردانان ، خدرآباد ، نستان ، کانی زرد ، قازان و ویسک در حوزه سردشت می باشد و سپس جریان خود را به سوی جنوب کج می‌کند و در دره‌ای عریض و مستقیم در امتداد جاده سردشت-پیرانشهر از منطقه پیرانشهر به سوی سردشت ادامه می‌یابد. از آن طرف سردشت یعنی ابتدای جلگه به هنگام خروج از ایران در دهستان آلان به طرف غرب یعنی اقلیم کردستان عراق جریان پیدا می‌کند سرانجام در بالا دست کرکوک در نزدیکی شهر حویجه به دجله می‌ریزد.
رودخانه سیلوه از کوهستان حاجی ابراهیم قندیل بین پیرانشهر و اشنویه هم مرز با سوران کردستان عراق سرچشمه می گیرد.
شهرها و شهرکهای مهم در نزدیک رودخانه زاب عبارتند از : در ایران پسوه ، گردکشانه ، پیرانشهر ، میرآباد، نلاس ، ربط ، سردشت.
در عراق : قلعه دیزه، رانیه ، دوکان ،طقطق و کوی سنجق ، کرکوک ، دوبز ، پرده (آلتون کوپری) ، حویجه.
به طور کلی زاب کوچک دارای جریان آب دائمی است و در سرتاسر سال خشک نمی‌شود. این رودخانه و درهٔ عمیق آن یکی از دیدنی‌ترین رودخانه‌های غرب کشور است که به خودی خود دارای جاذبه‌های جهانگردی است.
ابومسلم خراسانی در کنار رودخانه زاب کوچک بود که بر مروان حمار (آخرین خلیفهٔ اموی) غلبه یافت.

## سدها
- سد سردشت
- سد دوکان